# Björn Goldschmidt
Björn Goldschmidt est un kayakiste allemand pratiquant la course en ligne et né le 3 décembre 1979 à Karlsruhe en Allemagne.